# Théorie de la commercialité
En droit québécois, la théorie de la commercialité est l'approche adoptée par le droit commercial sous l'empire du Code civil du Bas-Canada.

## Description
Selon la juge Thérèse Rousseau-Houle dans l'arrêt Federated c. Galp, « dans la théorie traditionnelle de la commercialité, on englobait, sous la qualification d'«acte commercial» ou de «matières commerciales», les actes faits par un commerçant dans le cours ou pour les fins de son commerce de même que les actes qui avaient pour objet de favoriser les activités de l'entreprise. » Il s'agit d'une approche centrée sur les actes commerciaux plutôt que sur l'activité de l'entreprise.
Cette approche a été critiquée car elle donnait une portée plutôt restrictive aux activités économiques, limitant par le fait même la reconnaissance des entreprises.

## Remplacement par la théorie de l'entreprise
D'après la juge Rousseau-Houle, « le Code civil du Québec a substitué à la théorie de la commercialité celle de l'entreprise. Il n'est plus fait référence aux affaires commerciales mais aux transactions faites pour le service ou l'exploitation d'une entreprise (notamment les articles 1525, 1745, 1750 et 2221) ou faites dans le cours des activités d'une entreprise . »
Cela dit, la Loi sur la protection du consommateur est une loi plus ancienne que le Code civil du Québec et elle a conservé l'idée que la notion de commerçant est définie de manière plus restreinte que l'activité de l'entreprise.